# 大成玉米集團
大成糖業控股有限公司（港交所：3889、臺灣證券交易所除牌前913889）是一家在香港交易所上市的工業公司，該公司於2006年成立，2007年9月20日從母公司大成生化分拆於香港交易所主板上市，現已在臺灣發行臺灣存託憑證（TDR）（但在2015年12月29日終止上市）。大成糖業的主要業務是生產及銷售各種玉米甜味劑及買賣山梨醇及高果糖漿。它的工廠位於吉林省長春市以及長江三角洲一帶。
2015年11月3日，該公司接獲臺灣證券交易所通知，由於2014年12月31日年度報表所核數師（安永會計師事務所）將未能在不作出不發表意見聲明的情況下重新發出，因此有可能終止上市。
2015年11月17日，該公司接獲臺灣證券交易所董事會通知，決定終止上市日期為2015年12月29日。

## 相關連結
- 大成糖業（页面存档备份，存于）

## 其他
- 大成生化